# Hopes, Wishes and Dreams
Hopes, Wishes and Dreams è un disco di Ray Thomas, flautista e voce del gruppo rock inglese dei Moody Blues, pubblicato nel 1976.

## Tracce
1. In Your Song
2. Friends
3. We Need Love
4. Within Your Eyes
5. One Night Stand
6. Keep On Searching
7. Didn't I
8. Migration
9. Carousel
10. The Last Dream

## Formazione
- Ray Thomas – flauti, armonica, voce, cori
- Nicky James – cori
- John Jones – chitarra acustica, chitarra elettrica, cori
- Trevor Jones – basso, cori
- Mike Moran – tastiera
- Graham Deakin – batteria, percussioni
- Barry St. John – cori
- Liza Strike – cori
- Helen Chappelle – cori
- Terry James – arrangiamenti orchestrali